# Григорий (Соколов)
Григорий (в миру Григорий Степанович Соколов; 17 [29] января 1843, Ивакино, Ярославская губерния — 24 марта 1928, Пенза) — деятель обновленчества, архиепископ Пензенский и Саранский, до 1922 года — епископ Православной российской церкви, архиепископ Краснослободский, викарий Пензенской епархии.

## Биография
Родился 17 (29) января 1843 года в селе Ивакино в семье причётника Ярославской епархии.
Окончил Борисоглебское духовное училище (1858), Ярославскую духовную семинарию (1864) и Московскую духовную академию со степенью кандидата богословия (1868). Назначен преподавателем церковной истории и практического руководства для пастырей в Пензенскую духовную семинарию. В следующем году занял место преподавателя греческого языка.
В 1871 году утверждён в степени магистра богословия.
В 1872 году рукоположён во священника, назначен инспектором Пензенского епархиального женского училища и настоятелем её Скорбященского храма.
С 1873 по 1882 год — благочинный пензенских городских церквей.
В 1875 году уволен от духовно-учебной службы и утверждён в должности законоучителя Пензенской 2-й мужской гимназии и настоятелем храма святителя Николая Чудотворца.
Был награждён скуфьёй, камилавкой, наперсным крестом. В 1885 году возведён в сан протоиерея.
1 февраля 1900 году определён настоятелем Спасского кафедрального собора в Пензе.
В 1906 году овдовел.
В мае 1910 года награждён митрой.
26 июня 1910 года в крестовой церкви Пензенского архиерейского дома пострижен в монашество, 27 июня в кафедральном соборе возведён в сан архимандрита.
11 июля 1910 года хиротонисан во епископа Краснослободского, викария Пензенской епархии. Хиротонию возглавил митрополит Киевский Флавиан (Городецкий). Под управление епископа Григория перешёл Пензенский Спасо-Преображенский монастырь, где ему и было назначено пребывание.
Управлял Пензенской епархией во время отсутствия епархиального архиерея Митрофана (Симашкевича).
Награждён орденами святой Анны III, II и I (1907) степени, святого Владимира IV (1906) и II (1912) степени.
Член Поместного собора по должности, участвовал до 28 августа 1917 г.
В 1918 году возведён в сан архиепископа.
После смерти в марте 1918 году временного управляющего Пензенской епархией епископа Феодора (Лебедева) стал его преемником. Однако по возрасту и складу характера не мог оказать запрещённому в служении архиепископу Пензенскому Владимиру (Путяте) никакого сопротивления, поскольку недавно находился в его непосредственном подчинении, к тому же проживал за городом.
14 января 1922 года уволен на покой с пребыванием в Спасо-Преображенском монастыре. Перешёл в обновленчество. Обновленческий архиепископ Краснослободский, викарий Пензенской епархии, с 1923 года архиепископ Пензенский и Саранский, председатель (затем его заместитель) епархиального управления, с 1924 года на покое.
Похоронен на Мироносицком кладбище Пензы.